# Microgaster anandra
Microgaster anandra är en stekelart som beskrevs av De Saeger 1944. Microgaster anandra ingår i släktet Microgaster och familjen bracksteklar. Inga underarter finns listade i Catalogue of Life.